# Марш, Мишель
Мишель Марш (англ. Michelle Marsh, род. 30 сентября 1982 года, Ройтон, Большой Манчестер, Великобритания) — британская модель.

## Биография
До прихода в модельный бизнес Марш работала в доме для престарелых в родном городе Ройтон. В 2002 году в возрасте 19 лет она начала появляться на страницах британских таблоидов, таких как The Sun и The Daily Star. Благодаря своим светлым волосам и натуральной груди размером 32FF журнал The Sun назвал её «новой Самантой Фокс». Марш снималась для множества мужских журналов, таких как Loaded, Perfect 10, Nuts, Maxim, Zoo и Playboy. Во время съёмок она часто работала с моделью Люси Пиндер.
6 ноября 2006 года Марш выпустила сингл «I Don’t Do». Песня продержалась 2 недели в хит параде UK Singles Chart, достигнув 89 строчки.
Марш участвовала в большом количестве телевизионных программ, включая The X Factor: Battle of the Stars, The Weakest Link, Celebrity Big Brother и Celebrity Four Weddings. Она также участвовала в реалити-шоу The Steam Room, Trust Me — I’m a Beauty Therapist и CelebAir. Она исполнила небольшие роли в сериалах «Отель Вавилон» и Life, а в 2009 году снялась в фильме Clubbed.
В 2010 году, во время второй беременности, Марш объявила о завершении карьеры модели и желании полностью сосредоточиться на воспитании детей и карьере певицы.

## Личная жизнь
2 июня 2007 года Марш вышла замуж за футболиста Уилла Хэйнинга. У пары родилось двое детей: сын Оуэн и дочь Мэдисон. Семья проживает в Ройтоне.